# فانوس‌ماهی‌های بزرگ
فانوس‌ماهی‌های بزرگ (نام علمی: Parvilux) نام یک سرده از تیره فانوس‌ماهی است.